# Corydalis pseudoschlechteriana
Corydalis pseudoschlechteriana là một loài thực vật có hoa trong họ Anh túc. Loài này được Fedde mô tả khoa học đầu tiên năm 1919.